# Синевирская Поляна
Синеви́рская Поля́на (укр. Синевирська Поляна; ранее Верхний Синевер, по-венгерски Фелшёсиневер, венг. Felsőszinevér) — село в Синевирской сельской общине Хустского района Закарпатской области Украины.
Население по переписи 2001 года составляло 1354 человека. Код КОАТУУ — 2122487201.